# Xenarc de Selèucia
Xenarc (Xenarchus - Ξέναρχος); 1r segle aC) de Selèucia en Cilícia, va ser un filòsof peripatètic i un gramàtic. Va viure en temps d'Estrabó, que va escoltar els seus discursos.
Xenarc va marxar de molt jove de casa seva i es va dedicar a ensenyar. Primer a Alexandria, després a Atenes i finalment a Roma, on es va fer amic d'Ari d'Alexandria i després d'August. Encara era viu però ja molt vell i ple d'honors, quan Estrabó va escriure sobre ell. També en van parlar Simplici, Julià l'Apòstata i Alexandre d'Afrodísies. Fabricius l'inclou a la Bibliotheca Graeca.